# The Cure for Insomnia
The Cure for Insomnia (en español, La Cura contra el Insomnio) fue una película rodada en 1986 y dirigida por John Henry Timmis IV. Oficialmente, según el Libro Guinness de los Récords, fue la película más larga de la historia, con una duración de 87 horas, lo que equivale a un total de 3.6 días. Sin embargo, en 2011 se realizó una aún más larga, titulada Modern Times Forever (Stora Enso Building, Helsinki), que dura 240 horas.
En The Cure for Insomnia apareció el poeta L. D. Groban, leyendo un poema suyo de 4,080 páginas, con pequeños cortes de heavy metal y escenas pornográficas. Sólo se proyectó sin cortes una sola vez, en su estreno, del 31 de enero al 3 de febrero de 1987, en el Art Institute of Chicago, Illinois. No se sabe si la película se ha proyectado de nuevo, desde entonces.[cita requerida]
Su propósito original fue reprogramar el cerebro de las personas que sufrían insomnio, y se utilizó en cientos de pacientes durante muchos años, hasta que descubrieron que los efectos del filme se veían reflejados también en el comportamiento dinámico de la mente, llevando a quienes habían visto la película completa a comportarse más como niños.[cita requerida]
Fue hasta 1989 cuando se postuló la teoría de que la película actuaba directamente sobre el centro de memoria del cerebro y reprogramaba el cerebro a una infancia aproximada de 10 - 12 años, lo que permitía reestructurar comportamientos y asociaciones paramétricas.[cita requerida]